# Imgur
Imgur (/ˈɪmɪdʒər/ IM-ij-ər, được cách điệu thành imgur) là một cộng đồng chia sẻ hình ảnh trực tuyến và dịch vụ lưu trữ hình ảnh của Mỹ được thành lập bởi Alan Schaaf năm 2009. Dịch vụ này đã trở nên phổ biến với việc lưu trữ hình ảnh và meme lan truyền, đặc biệt là những hình ảnh được đăng trên Reddit.

## Lịch sử
Công ty đã được bắt đầu vào năm 2009 tại Athens, Ohio với tư cách là dự án phụ của Alan Schaaf trong khi anh theo Đại học Ohio về khoa học máy tính. Imgur được tạo ra như một phản ứng đối với các vấn đề về khả năng sử dụng gặp phải trong các dịch vụ tương tự. Được thiết kế để trở thành một công cụ lưu trữ hình ảnh cho cộng đồng trực tuyến Reddit, nó đã nhảy vọt gần như ngay lập tức, từ một nghìn lượt truy cập mỗi ngày lên một triệu lượt xem trang trong 5 tháng đầu tiên. Imgur được chấp nhận rộng rãi sau khi nổi tiếng trên trang web truyền thông xã hội như Facebook, Reddit và Digg. Tháng 10 năm 2012, Imgur đã mở rộng chức năng của mình cho phép người dùng chia sẻ trực tiếp hình ảnh lên Imgur thay vì yêu cầu hình ảnh phải đạt đủ sức hút thông qua các trang truyền thông xã hội khác như Reddit để hiển thị trên thư viện hình ảnh phổ biến.
Ban đầu, Imgur đã dựa vào sự đóng góp để hỗ trợ chi phí lưu trữ web. Khi trang web phát triển, nó cần thêm nguồn thu để theo kịp nhu cầu. Quảng cáo hiển thị được ra mắt vào tháng 5 năm 2009; hình ảnh được tài trợ và quảng cáo tự phục vụ đã được ra mắt vào năm 2013.
Để mở rộng quy mô và quản lý sự tăng trưởng của mình, Imgur đã sử dụng ba nhà cung cấp dịch vụ lưu trữ khác nhau trong năm đầu tiên trước khi quyết định chọn Voxel, sau đó chuyển sang Amazon Web Services vào cuối năm 2011.
Tháng 1 năm 2011, công ty chuyển từ Ohio đến San Francisco. Tính đến tháng 6 năm 2013, họ có 10 nhân viên, và giành được giải thưởng Tự thân khởi nghiệp tốt nhất tại Giải thưởng Crunchies 2012 của TechCrunch.
Năm 2016, Reddit đã ra mắt dịch vụ lưu trữ hình ảnh riêng, gây ra sự sụt giảm đáng kể trong việc đăng lên Imgur trên trang web.

### Trò đùa cá tháng tư

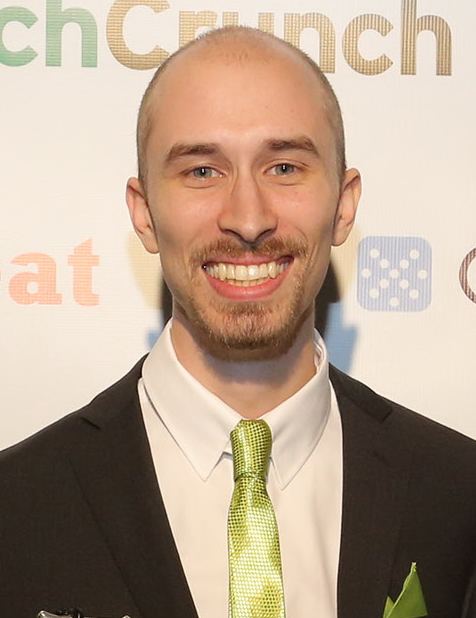
Alan Schaaf, Người sáng lập và Giám đốc điều hành của Imgur, vào năm 2014